# Vaskovits Antal

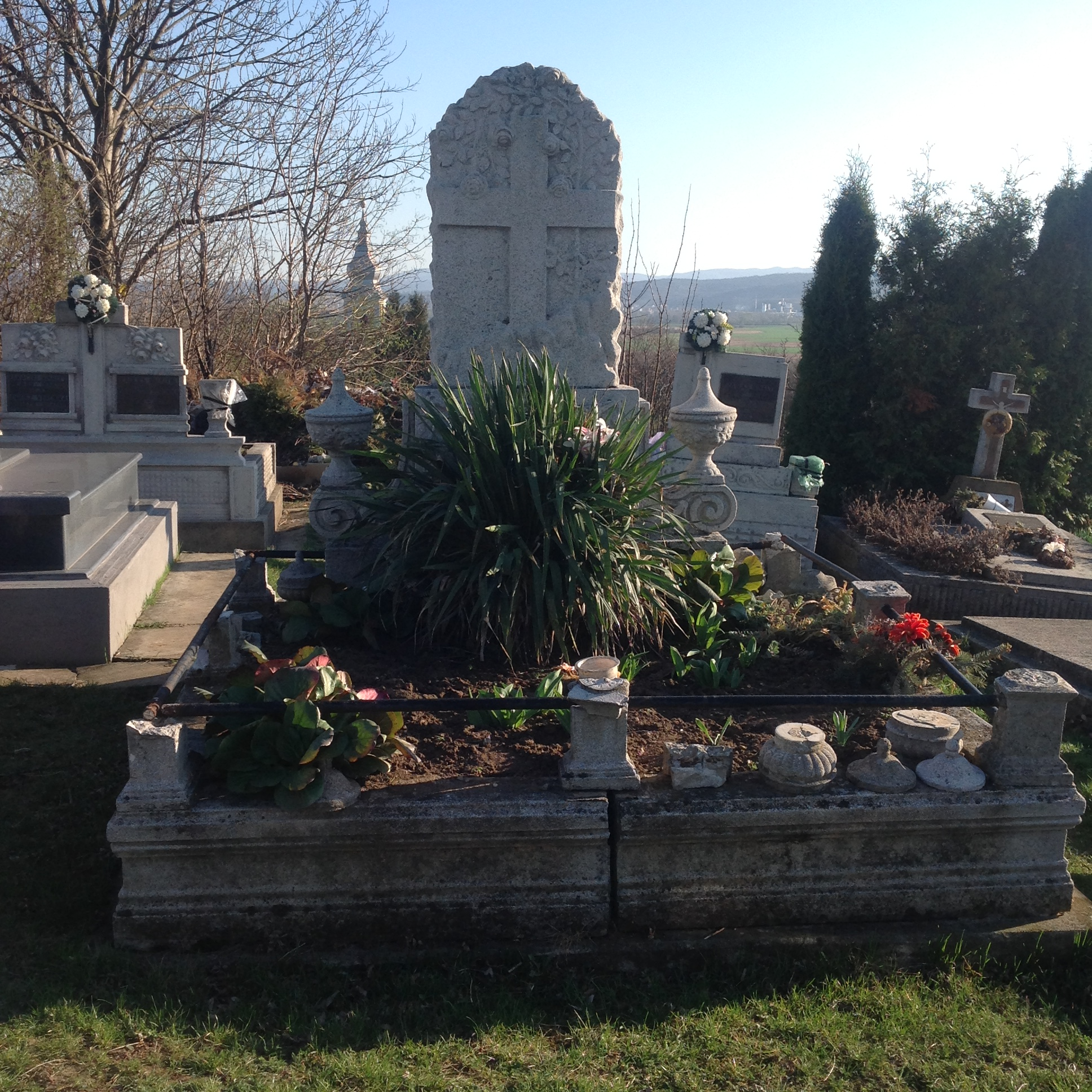
Sírja a múcsonyi temetőben

Vaskovits Antal (Sápony, 1869. január 3. – Múcsony, 1943. március 7.) magyar aranymisés pápai kamarás, általános helynök, konzultor, kerületi esperes, múcsonyi parókus.

## Életútja
Eperjesen szentelték pappá 1892. november 20-án. Helynökként az apostoli exarchátus vezetője volt 1924. június 4. és 1925. október 27. között.)